# Hrádecko – Chrastavsko
Hrádecko – Chrastavsko je dobrovolný svazek obcí v okresu Liberec, jeho sídlem je Chrastava a cílem je vzájemná spolupráce a koordinace činností v oblasti rozvoje regionu. Sdružuje celkem 10 obcí a byl založen v roce 2001.

## Obce sdružené v mikroregionu
- Bílý Kostel nad Nisou
- Hrádek nad Nisou
- Chrastava
- Chotyně
- Janovice v Podještědí
- Kryštofovo Údolí
- Mníšek
- Nová Ves
- Oldřichov v Hájích
- Rynoltice